# Mord (Deutschland)
Beim Mord handelt es sich um einen Straftatbestand des deutschen Strafrechts, der im 16. Abschnitt des Besonderen Teils des Strafgesetzbuchs (StGB) in § 211 geregelt ist. Hiernach macht sich strafbar, wer einen anderen Menschen vorsätzlich unter Verwirklichung eines Mordmerkmals tötet. Die Mordmerkmale sollen zum Ausdruck bringen, dass die Tötung ein – im Vergleich zum Totschlag (§ 212 StGB) – deutlich größeres Unrecht aufweist. Die Mordmerkmale setzen sich zusammen aus besonderen Tatmotiven (Mordlust, Befriedigung des Geschlechtstriebs, Habgier, sonstige niedrige Beweggründe und das Motiv eine andere Straftat zu ermöglichen oder zu verdecken) und Begehungsweisen (Heimtücke, Grausamkeit, Verwendung eines gemeingefährlichen Mittels).
Der Mord ist mit dem Strafmaß der lebenslangen Freiheitsstrafe bedroht. Es handelt sich um den einzigen Tatbestand des StGB, bei dem diese Strafe zwingend vorgegeben ist. Diese rigide Strafandrohung stellt einen wesentlichen Kritikpunkt am § 211 StGB dar. Weitere Kritik richtet sich gegen seinen tatbestandliche Struktur. Seit vielen Jahren wird über eine grundlegende Reform des Mordparagraphen diskutiert. Umgesetzt wurden die Reformbestrebungen jedoch bislang nicht.
Morde ereignen sich in Deutschland nur selten. Die Zahl der gemeldeten Fälle entwickelt sich laut Polizeilicher Kriminalstatistik stark rückläufig: Inklusive der Versuche waren es im Jahr 1993 1.299 Fälle beziehungsweise 1,6 pro 100.000 Einwohner. 2021 waren es 643 Fälle oder 0,77 pro 100.000. Damit halbierte sich die Häufigkeit in dieser Zeit. Dieser Rückgang ist somit wesentlich größer als bei allen Straftaten, die im selben Zeitraum um 27 % sanken.

## Normierung und Schutzzweck
§ 211 StGB lautet seit seiner letzten Änderung vom 1. Januar 1975 wie folgt:
(1) Der Mörder wird mit lebenslanger Freiheitsstrafe bestraft.
(2) Mörder ist, wer
aus Mordlust, zur Befriedigung des Geschlechtstriebs, aus Habgier oder sonst aus niedrigen Beweggründen,
heimtückisch oder grausam oder mit gemeingefährlichen Mitteln oder
um eine andere Straftat zu ermöglichen oder zu verdecken,
§ 211 StGB dient wie der benachbarte § 212 StGB dem Schutz des menschlichen Lebens. Aus strafrechtlicher Sicht entsteht menschliches Leben mit dem Beginn der Geburt, der im Regelfall durch  das Einsetzen der Eröffnungswehen eingeleitet wird. Es endet mit dem Eintritt des Hirntods. § 211 Abs. 2 StGB zählt die Merkmale auf, deren Verwirklichung des Vorwurf des Mordes begründet. Diese lassen sich in subjektive und objektive Merkmale einteilen. Erstere knüpfen an die Motivation des Täters an, letztere an die Art und Weise der Tatausführung.
Umstritten ist, in welchem systematischen Verhältnis Mord und Totschlag zueinander stehen. Nach Auffassung der Rechtsprechung handelt es sich um zwei eigenständige Tatbestände, während das Schrifttum den Mord als strafschärfende Qualifikation des Totschlags ansieht. Relevanz besitzt dieser Streit insbesondere für die Bewertung der Strafbarkeit von Personen, die zu einem Mord anstiften oder Hilfe leisten, weil er darüber entscheidet, ob auf den Teilnehmer § 28 Abs. 1 oder § 28 Abs. 2 StGB anzuwenden ist. Diese Vorschriften bilden Ausnahmen vom Grundsatz, dass sich die Strafbarkeit von Anstiftung und Beihilfe nach der Strafbarkeit der Haupttat richtet. Stiftet also beispielsweise jemand einen anderen zu einem Totschlag an, ist er aus dem Strafrahmen des § 212 StGB zu bestrafen. Dieses Prinzip wird durch § 28 Abs. 1 StGB modifiziert. Hiernach ist die Strafe des Teilnehmers gemäß § 49 StGB zu mildern, wenn persönliche Merkmale, welche die Strafbarkeit des Täters begründen, beim Teilnehmer fehlen. Als besondere persönliche Merkmale gelten insbesondere Tatmotive, wie sie die subjektiven Mordmerkmale darstellen. Weil die Rechtsprechung Mord und Totschlag als selbstständige Delikte begreift, sieht sie die Mordmerkmale als strafbegründend an. Handelt also der Täter etwa aus Habgier, ist die Strafe des Teilnehmers nach § 28 Abs. 1 StGB zu mildern, sofern dieser nicht ebenfalls durch Habgier motiviert ist. Der Milderungsmöglichkeit setzt die Rechtsprechung jedoch ungeschriebene Grenzen, um sachwidrige Ergebnisse zu vermeiden. So geht sie davon aus, dass die Milderung zu versagen ist, wenn sie dazu führte, dass der Täter milder bestraft wird als er es für eine Teilnahme am Totschlag würde. Hierzu kommt es, wenn zugunsten des Teilnehmers neben § 28 Abs. 1 StGB eine zweite Milderungsmöglichkeit eingreift, etwa aus § 27 StGB (Beihilfe) oder § 23 Abs. 2 StGB (Versuch). Eine weitere Eingrenzung nimmt die Rechtsprechung in der Konstellation der gekreuzten Mordmerkmale an. Dort verwirklichen Täter und Teilnehmer unterschiedliche Mordmerkmale. Nach § 28 Abs. 1 StGB müsste in diesem Fall hier die Strafe des Teilnehmers gemildert werden, weil es hiernach einzig darauf ankommt, ob der Teilnehmer das Mordmerkmal des Täters aufweist. Die Rechtsprechung reduziert die Norm jedoch, weil die Milderung angesichts des Mordmerkmals des Teilnehmers unangemessen wäre.
Das Schrifttum übt starke Kritik an der Rechtsprechung. So sei die Auffassung, Mord und Totschlag seien eigenständige Delikte, dogmatisch kaum begründbar. Auch zwinge sie zu komplizierten und methodisch angreifbaren Rechtsfortbildungen, um sachwidrige Ergebnisse zu vermeiden. Diese seien überflüssig, wenn man den Mord als Qualifikation des Totschlags begriffe. Dies hätte zur Konsequenz, dass anstelle des § 28 Abs. 1 StGB § 28 Abs. 2 StGB zur Anwendung kommt. Hiernach hinge die Strafbarkeit des Teilnehmers wegen Mords oder Totschlags davon ab, ob er ein Mordmerkmal verwirklicht.

## Entstehungsgeschichte

### Römisch-rechtliche Wurzeln des § 211 RStGB
Auf dem Gebiet Deutschlands hat die Idee eines eigenen Mordtatbestandes eine lange Tradition. Schon für die Germanen lässt sich eine Differenzierung zwischen Tötungen in böser Absicht und aus Versehen nachweisen. Das damals als Indiz für eine böse Absicht geltende Verheimlichen der Tat wurde im Hochmittelalter zum festen Tatbestand des Mordes. Mit der Rezeption des römischen Rechts im ausgehenden Mittelalter kam es jedoch zum Bruch mit der Tradition des germanischen Rechtskreises. Stattdessen knüpfte die Constitutio Criminalis Carolina 1532 an Vorbilder des römischen Rechts an. Schon ab republikanischer Zeit unterschieden die Römer zwischen einer Tötung mit Vorbedacht (propositum) und einer Tötung im Affekt (impetus). Später übernahmen das Preußische Allgemeine Landrecht und das Strafgesetzbuch des Norddeutschen Bundes diese als Überlegungsprinzip bezeichnete Unterscheidung. Sie wird von der Populärkultur bis heute in der häufig starken Fokussierung von Krimis auf das sog. „Mordmotiv“ des Täters reflektiert.
Das Strafgesetzbuch des Norddeutschen Bundes wurde redaktionell überarbeitet 1872 als Reichsstrafgesetzbuch (RStGB) erlassen. Es bestimmte für die Straftaten gegen das Leben:
Diese Definition des Mordes gilt bis heute in Belgien, Luxemburg, Frankreich, Finnland, den Niederlanden, Israel und den Vereinigten Staaten. In Deutschland hat der Mordtatbestand jedoch seit Erlass des RStGB eine erhebliche gesetzgeberische und rechtsdogmatische Entwicklung durchlaufen. Deshalb steht er immer wieder in der Kritik und ist Gegenstand von Reformvorhaben. Dennoch wurde der Paragraf seit einer großen Reform durch die Nationalsozialisten im Jahr 1941 (RGBl. I S. 549) nicht mehr grundlegend verändert. Die Rechtslage wurde daher seitdem vor allem von Rechtsprechung und Rechtswissenschaft weiterentwickelt.

### Neukonzeption (1941)
In der Zeit des Nationalsozialismus geriet das Überlegungsprinzip zunehmend in Kritik. Da es auf römisch-rechtliche Vorstellungen fußte, wurde es zunehmend als „undeutsch“ empfunden. Demgegenüber wollte man zu einer an „ethischen Kriterien“ orientierten Abgrenzung von Mord und Totschlag „zurückkehren“. Darüber hinaus stand das Überlegungsprinzip in einem offensichtlichen Gegensatz zu den sich im Jahr 1941 radikalisierenden vorsätzlichen Massentötungen der Nationalsozialisten. So protestierte der Limburger Bischof Antonius Hilfrich am 13. August 1941, also wenige Wochen vor der Neufassung des Paragrafen 211, in einem Brief an den Reichsjustizminister gegen die Euthanasie-Tötungen in der Tötungsanstalt Hadamar mit den Worten: „Es ist der Bevölkerung unfaßlich, daß planmäßig Handlungen vollzogen werden, die nach § 211 StGB mit dem Tode zu bestrafen sind!“
Vor allem auf Betreiben Roland Freislers, des Präsidenten des Volksgerichtshofes, wurden §§ 211, 212 StGB mit dem Gesetz zur Änderung des Reichsstrafgesetzbuchs vom 4. September 1941 grundlegend neu konzipiert:
(1) Der Mörder wird mit dem Tode bestraft.
(2) Mörder ist, wer
– aus Mordlust, zur Befriedigung des Geschlechtstriebs, aus Habgier oder sonst aus niedrigen Beweggründen,
– heimtückisch oder grausam oder mit gemeingefährlichen Mitteln oder
– um eine andere Straftat zu ermöglichen oder zu verdecken,
einen Menschen tötet.
Im Kern dieser Gesetzesnovelle stand der Übergang von einer tatstrafrechtlichen („wegen Mordes“, „wegen Todtschlages“) zu einer täterstrafrechtlichen („Der Mörder …“, „als Todtschläger …“) Konzeption. Damit war nicht mehr die Tat, sondern die Gesinnung des Täters Anknüpfungspunkt für die Strafe. Das Unterscheidungsmerkmal zwischen beiden Tätergruppen lag nach Ansicht des Reichsgerichts „in der Gesamtpersönlichkeit des Täters, wie sie aus der Tat und aus sonstigen Umständen erkennbar“ sei. Die Tat selbst diene als Spiegelbild der inneren Gesinnung des Täters.
Grundlage hierfür wurde die ursprünglich von Franz von Liszt vertretene und dann vor allem von der Kieler Schule um Georg Dahm und Friedrich Schaffstein entwickelte Tätertypenlehre. Sie wurde von Roland Freisler aufgegriffen und so modifiziert, dass der Tätertyp normativ zu bestimmen war: In der Praxis sollte die jeweilige Einzeltat mit der Verhaltenserwartung an einen tatbestandstypischen Täter verglichen werden. Dementsprechend dienten die in Absatz 2 genannten Mordmerkmale nur als Veranschaulichungen des Tätertyps „Mörder“, der von gänzlich anderer Wesensart als ein Totschläger sei. Der eigentliche Tatbestand der Norm sollte jedoch mit dem Begriff des „Mörders“ in Absatz 1 umfassend umschrieben sein. Da von diesem Tätertyp in der Volksvorstellung eine intuitive Idee existiere, habe der Gesetzgeber ihn …

„nicht durch Zusammensetzung von Tatbestandsmerkmalen konstruiert. Er hat ihn ganz einfach hingestellt. Damit der Richter ihn ansehen und sagen kann: Das Subjekt verdient den Strang.“

Den Richtern wurde damit die Aufgabe zugewiesen, im Urteil vor allem den Tätertyp des Angeklagten festzustellen. Hierzu sollte zunächst geklärt werden, ob es sich um einen „Mördertyp“ handelt. Nur wenn dies verneint wurde, griff der in § 212 RStGB geregelte „Totschläger“ als Auffangtatbestand ein. Im Ergebnis erhielten die Richter somit einen denkbar weiten Beurteilungsspielraum. Als Kriterium zur Feststellung des Tätertyps zog die Rechtsprechung daher auch vor allem die Verwerflichkeit der Tat und nicht die Verwirklichung der in Absatz 2 genannten Beispiele heran. Von diesen sollte vor allem das Mordmerkmal der Heimtücke an eine „germanische Rechtstradition“ anknüpfen, das in Form einer „heimlichen“ Art der Begehung auf das germanische Vorbild der verheimlichten Tötung rekurrieren soll. Der Strafrechtswissenschaftler Wolfgang Mitsch weist allerdings darauf hin, dass Mordmerkmale wie im neugefassten § 211 StGB auf den Schweizer Juristen Carl Stooss zurückgehen, der bereits 1894 einen Formulierungsvorschlag für das schweizerische StGB mit den meisten der später auch in § 211 StGB verwendeten Merkmalen erarbeitete. Strafgesetze anderer Staaten – wie das heutige StGB der Russischen Föderation (Art. 105) oder der französische code pénal (Art. 221-1ff.) – enthalten ebenfalls Merkmale, die denen des § 211 StGB ähneln.

### Neuinterpretation nach 1945
Im Dritten Reich war die Höchststrafe noch mit dem im Mord liegenden „Angriff auf die Volksgemeinschaft“ begründet. Insbesondere seine Begründung, dass „Volksschädlinge“ auszurotten seien, und die Verwurzelung des Gedankens zur Rechtfertigung der Todesstrafe, „dass Blut Blut erfordert […] tief im Volksbewusstsein“, sind seit 1945 nicht mehr tragfähig. Dieser Umstand wird dadurch verschärft, dass mit der Abschaffung der Todesstrafe auch die Milderungsmöglichkeit des § 211 Absatz 3 StGB entfiel.

### Strafrechtsreformen in der DDR (1968) und Abschaffung der Todesstrafe (1987)
Das Reichsstrafgesetzbuch galt auf dem Gebiet der DDR zunächst fort. Erst 1968 kam es zu einer gesetzgeberischen Reform, in deren Zuge das Überlegungsprinzip wieder eingeführt wurde. Es wurde allerdings um weitere sozialethische und politische Kriterien, vor allem zur Legitimation der Todesstrafe, erweitert. Das neue Gesetz bestimmte:
(1) Wer vorsätzlich einen Menschen tötet, wird mit Freiheitsstrafe nicht unter zehn Jahren oder mit lebenslänglicher Freiheitsstrafe bestraft.
(2) Auf Todesstrafe kann erkannt werden, wenn die Tat
1. ein Verbrechen gegen die Souveränität der Deutschen Demokratischen Republik, den Frieden, die Menschlichkeit und die Menschenrechte oder ein Kriegsverbrechen ist oder aus Feindschaft gegen die Deutsche Demokratische Republik begangen wird;
2. mit gemeingefährlichen Mitteln oder Methoden begangen wird oder Furcht und Schrecken unter der Bevölkerung auslösen soll;
3. heimtückisch oder in besonders brutaler Weise begangen wird;
4. mehrfach begangen wird oder der Täter bereits wegen vorsätzlicher Tötung bestraft ist;
5. nach mehrfacher Bestrafung wegen Gewaltverbrechen (§§ 116, 117, 121, 122, 126, 216) begangen wird.
(3) Vorbereitung und Versuch sind strafbar.
§ 113. Totschlag
(1) Die vorsätzliche Tötung eines Menschen wird mit Freiheitsstrafe bis zu zehn Jahren bestraft, wenn
1. der Täter ohne eigene Schuld durch eine ihm oder seinen Angehörigen von dem Getöteten zugefügte Mißhandlung, schwere Bedrohung oder schwere Kränkung in einen Zustand hochgradiger Erregung (Affekt) versetzt und dadurch zur Tötung hingerissen oder bestimmt worden ist;
2. eine Frau ihr Kind in oder gleich nach der Geburt tötet;
3. besondere Tatumstände vorliegen, die die strafrechtliche Verantwortlichkeit mindern.
(2) Der Versuch ist strafbar.
Im Rahmen der Entspannungspolitik und des KSZE-Prozesses nahm der internationale Druck auf die DDR zur Abschaffung der Todesstrafe zu. Im Nachgang des Arbeitsbesuchs von Honecker in der Bundesrepublik im September 1987 regelte die DDR durch Gesetz vom 18. Dezember 1987 die Abschaffung der Todesstrafe. Dadurch erhielten Abs. 1 und Zeile 1 Abs. 2 des § 112 folgende Fassung:
(1) Wer vorsätzlich einen Menschen tötet, wird mit Freiheitsstrafe nicht unter zehn Jahren oder mit lebenslänglicher Freiheitsstrafe bestraft.
(2) Auf lebenslängliche Freiheitsstrafe kann insbesondere erkannt werden, wenn die Tat
…
Über Morde in der DDR ist allgemein wenig bekannt, insbesondere da Kriminalität in der Doktrin dem Sozialismus wesensfremd war.

### Reformen und Uminterpretation in Westdeutschland seit 1949
Auch in der Bundesrepublik Deutschland galt das Reichsstrafgesetzbuch nunmehr unter dem Namen Strafgesetzbuch fort. Allerdings war im Westen bereits seit Inkrafttreten des Grundgesetzes 1949 die Todesstrafe abgeschafft (Art. 102 GG). Die entsprechende Anpassung des Strafgesetzbuches erfolgte dann aber erst 1953. Man ersetzte die Todesstrafe in Absatz 1 durch die lebenslange Freiheitsstrafe. In diesem Zuge entfiel auch Absatz 3, der diese Strafe bisher für minderschwere Fälle vorgesehen hatte. Seitdem gilt der Mordparagraf, abgesehen von redaktionellen Überarbeitungen, unverändert fort.
Während der Gesetzgeber sich also weitgehend zurückhielt, wurde die Rechtsentwicklung maßgeblich durch Rechtsprechung und Rechtswissenschaft voran getrieben. Wegweisend hierfür wurde ein Urteil des Bundesgerichtshofes vom 22. September 1956. Das Gericht stellte entgegen der historischen Sachlage fest, dass § 211 StGB in Absatz 2 mit „klaren und fest umrissenen Tatbeständen“ ausgestattet worden sei. Damit wurden die bisher der Verdeutlichung eines Tätertyps dienenden Regelbeispiele des Absatz 2 zu feststehenden Tatbeständen aufgewertet. Den bisherigen Tatbestand des Absatz 1 funktionierte das Gericht zu einer bloßen Rechtsfolgenanordnung um, die immer dann unmittelbar eingreift, wenn eines der in Absatz 2 genannten Merkmale verwirklicht wird. Vor allem jedoch bezogen sich die in Absatz 2 genannten Merkmale auf die Tat, nicht mehr auf den Täter.
Diese tatstrafrechtliche Uminterpretation des Mordparagrafen setzte sich in der Folge in Rechtsprechung und Rechtswissenschaft durch. Schließlich gilt ein Täterstrafrecht als kaum mit dem Rechtsstaats- und Schuldprinzip vereinbar. Gleichwohl ergeben sich aus der Diskrepanz zwischen täterstrafrechtlicher Konzeption und tatstrafrechtlicher Interpretation der Norm die zahlreichen dogmatischen Probleme sowie die schwierige Vereinbarkeit mit dem Schuldprinzip.

## Tatbestand

### Tötung
Seine Anwendung setzt zunächst die Tötung eines anderen Menschen voraus. Insofern entspricht der Mord noch dem Tatbestand des Totschlags. Dabei ist die Art und Weise der Tötung grundsätzlich unerheblich. Ein heimtückisches, grausames oder gemeingefährliches Vorgehen kann jedoch zugleich ein Mordmerkmal der zweiten Fallgruppe verwirklichen. Schließlich muss der Täter mit Vorsatz hinsichtlich Tatobjekt und Tathandlung, in Gang gesetztem Kausalverlauf und außerdem der Mordmerkmale handeln.
Die Rechtsprechung geht allgemein von der Möglichkeit eines Mordes durch Unterlassen nach § 13 StGB aus, so dass nicht in jedem Fall ein aktives Handeln des Täters nötig ist. Sie fordert bei einzelnen Mordmerkmalen jedoch bestimmte Einschränkungen. In jedem Fall muss der Täter aber den Tod eines anderen Menschen, gegebenenfalls durch Nichteingreifen, mitverursachen. Sie gelangt durch die Uminterpretation der Strafandrohung zur nötigen restriktiven Anwendung und erreicht so Konformität mit dem Prinzip schuldangemessenen Bestrafens. Vor allem Vertreter der Tatbestandslösungen wenden ein, dass ein Nichteingreifen in einen bereits laufenden, tödlich endenden Kausalverlauf kaum als Tötungshandlung gewertet werden könne, die die Höchststrafe rechtfertigt. Daher verstoße die Möglichkeit eines Mordes durch Unterlassen gegen die vom Bundesverfassungsgericht aufgestellten Anforderungen für die Vereinbarkeit mit dem Rechtsstaatsprinzip.
Kein Mord ist demnach, entgegen dem allgemeinen Sprachgebrauch, der Suizid, weil dieser an keinem anderen Menschen begangen wird. Weiterhin kann ein Mord weder an ungeborenen Kindern – in Betracht kommt hier ein Schwangerschaftsabbruch – noch an bereits hirntoten Menschen verübt werden.

### Verwirklichung eines Mordmerkmals

#### Drei Gruppen von Mordmerkmalen
Die vorsätzliche Tötung eines anderen Menschen wird erst zum Mord, wenn zusätzlich eine der in Absatz 2 genannten Tatvarianten verwirklicht wurde, die gemeinhin als Mordmerkmale bezeichnet werden. Gerade in ihrer restriktiven Auslegung manifestieren sich die unterschiedlichen Auffassungen zum Strafgrund des Mordes. Das Gesetz fasst sie in drei Tatgruppen zusammen:
Die erste dieser Fallgruppen knüpft das Vorliegen eines Mordes an ein Handeln „aus Mordlust, zur Befriedigung des Geschlechtstriebs, aus Habgier oder sonst aus niedrigen Beweggründen“ und damit an ein besonders niederes Tatmotiv. Vor allem Vertreter der Verwerflichkeitskonzeption verweisen darauf, dass diese Formulierung „Mordlust, Befriedigung des Geschlechtstriebs und Habgier“ zu Beispielen für niedrige Beweggründe macht. Sie schlagen daher vor, das Vorliegen eines Mordes von einer wertenden Gesamtbetrachtung der Tatumstände abhängig zu machen. Durchsetzen konnte sich diese Auffassung jedoch nicht.
Die zweite Fallgruppe knüpft an das äußere Erscheinungsbild der Tötung an, während die Beweggründe des Täters hier unerheblich sind. Daher werden die Mordmerkmale dieser Fallgruppe bisweilen auch als objektive Mordmerkmale bezeichnet. Sie klassifizieren eine Tötung als Mord, wenn der Täter sie „heimtückisch oder grausam oder mit gemeingefährlichen Mitteln“ ausgeführt hat.
Die dritte Fallgruppe stellt schließlich einen Finalzusammenhang zwischen der Tötung und einer weiteren Straftat her. Um einen Mord handelt es sich demnach immer dann, wenn der Täter einen anderen Menschen tötet, „um eine andere Straftat zu ermöglichen oder zu verdecken“. Geht das Urteil davon aus, der Angeklagte habe eine andere Straftat verdecken wollen als noch in der Anklage angenommen, erfordert dieser Austausch der Bezugstat bei Verdeckungsmord einen gerichtlichen Hinweis gem. § 265 StPO.

#### Fallgruppe 1 – Niedrige Beweggründe

##### Mordlust
Das Mordmerkmal der Mordlust ist verwirklicht, wenn die Tötung eines Menschen dem Täter als Selbstzweck dient. Dies soll immer dann der Fall sein, wenn es dem Täter allein darum geht, einen Menschen sterben zu sehen, damit anzugeben, sich nervlich zu stimulieren oder die Zeit zu vertreiben oder wenn der Täter die Tötung eines Menschen als sportliches Vergnügen betrachtet. Entscheidend ist, dass der Täter keinen Anlass zur Tötung seines Opfers hatte. Die besondere Verwerflichkeit bzw. Gefährlichkeit wird darin gesehen, dass der Täter mit seiner Tat eine prinzipielle Missachtung fremden Lebens zeige, die sich in einer beliebigen Austauschbarkeit seines Opfers äußere. Einschränkend wird gefordert, dass der Täter mit voller Absicht handelt, womit insbesondere Tötungen mit Eventualvorsatz ausgeschlossen werden können.

##### Befriedigung des Geschlechtstriebs
- Diagrammdaten:
- Definition |
- Rohdaten |
- Hilfe

Das Mordmerkmal der Tötung zur Befriedigung des Geschlechtstriebs soll vor allem drei Fallkonstellationen erfassen:
1. Befriedigung des Geschlechtstriebs im engeren Sinne, bei welchen sich ein „Triebtäter“ durch die Tötung selbst Befriedigung verschaffen will
2. Fälle der Nekrophilie, bei welchen der Täter das Objekt seiner Begierde erst tötet, um sich danach sexuell an ihm zu vergehen
3. Fälle der Vergewaltigung, bei welchen der Täter billigend in Kauf nimmt, dass sein Opfer infolge der Gewaltanwendung stirbt

Die Tötungshandlung muss mit der Befriedigung des Geschlechtstriebs demnach in unmittelbarem Zusammenhang stehen und sich gegen das Sexualopfer selbst richten. Ob ein Geschlechtsakt stattfindet, ist unerheblich. Eifersuchtstaten sind daher aber ebenso wenig erfasst wie die Tötung Dritter, etwa Zeugen, um den Geschlechtsverkehr zu ermöglichen. Vor allem im Fall Armin Meiwes (sogenannter Kannibale von Rotenburg) war umstritten, ob ein solcher unmittelbarer Zusammenhang auch dann anzunehmen ist, wenn der Täter sich erst bei der späteren Betrachtung von Videoaufnahmen des Tötungsakts sexuelle Befriedigung verschaffen will. Obgleich vom Bundesgerichtshof und der überwiegenden Lehre so vertreten, regte sich dagegen dennoch vereinzelt Kritik. Die Verwerflichkeit bzw. Gefährlichkeit der Tat wird bei diesem Mordmerkmal darin gesehen, dass der Täter das Leben zum Zweck seiner sexuellen Interessen mache und sich so in sozialschädlicher Weise als rücksichtslos offenbare.
Die Polizeiliche Kriminalstatistik erfasst Mord im Zusammenhang mit Sexualdelikten. Darin zeigt sich, dass es sich hier um ein seltenes Delikt mit stark rückläufiger Tendenz handelt. Seit 1987 war die höchste Zahl 58 Fälle im Jahr 1988. Seither fielen die Fallzahlen in den einstelligen Bereich. 2019 waren es 4. Zum Vergleich gab es in diesem Zeitraum zwischen drei- und fünftausend Straftaten gegen das Leben. Das Muster eines Rückgangs der Häufigkeit von Tötungsdelikten – in der Regel seit Anfang der 1990er Jahre – findet sich in allen westlichen Ländern. Es ist Teil eines allgemeinen Kriminalitätsrückgangs.

##### Habgier
Typische Fälle der Tötung aus Habgier sind der Raubmord, der entgeltliche Auftragsmord sowie die Tötung zur Erlangung einer Lebensversicherung oder Erbschaft. Sie verbindet, dass der Täter ausschließlich oder vorwiegend zur Mehrung seines Vermögens tötet. Erhebliche Abweichungen im Verständnis der Norm ergeben sich jedoch in Abhängigkeit davon, worin ihr Strafgrund gesehen wird. Der Bundesgerichtshof sieht im Habgiermord eine verwerfliche Instrumentalisierung des Lebens zu wirtschaftlichen Zwecken. Soweit die Verwerflichkeit in einem Mittel-Zweck-Missverhältnis gesehen wird, nehmen einige Vertreter das Merkmal der Habgier gerade dann als gegeben an, wenn die Tötung um eines geringwertigen Gewinns willen begangen wird. Die meisten Rechtswissenschaftler lehnen eine solche Aufrechnung von Menschenleben gegen wirtschaftliche Werte jedoch ab. Sie sehen die Verwerflichkeit des Gewinnstrebens darin begründet, dass der Täter zur Erlangung ökonomischer Vorteile bereit ist, Menschenleben zu vernichten. Vor allem die Rechtsprechung kennzeichnet es deshalb in Urteilen häufig mit moralisierenden Adjektiven, z. B. „abstoßende[s] Gewinnstreben“ oder „Streben nach materiellen Gütern oder Vorteilen, das in seiner Hemmungslosigkeit und Rücksichtslosigkeit das erträgliche Maß weit übersteigt“.
Vertreter der Gefährlichkeitskonzeption verweisen dagegen vor allem auf eine gefährliche charakterliche Disposition des Täters, die in der Tötung zum Ausdruck kommen soll. Demnach liegt ein Habgiermord dann vor, wenn die Tötung aus rücksichts- und hemmungslosem Streben nach Vermögensmehrung erfolgte und sich nicht in der Behebung einer einmaligen Konfliktlage erschöpft. Kein Habgiermord soll dagegen insbesondere dann vorliegen, wenn der Täter die Tötung aus einer Notlage heraus vornahm.
Da das Mordmerkmal der Habgier in erster Linie ökonomisch ausgerichtet ist, ergeben sich einige Grenzfälle, deren Einordnung im juristischen Schrifttum diskutiert wird:
Nicht jedes vom Täter begehrte Objekt hat (objektiv oder subjektiv für den Täter) einen ökonomischen Wert. Ökonomisch wertlos in diesem Sinne sind insbesondere Objekte von reinem Liebhaberwert, aber etwa auch Rauschmittel, die der Täter sofort konsumieren, oder belastende Beweismittel, die er vernichten will. Da Habgier jedoch die Tötung wegen eines Vermögensinteresses voraussetzt, sehen hier die meisten Juristen das Merkmal der Habgier als nicht erfüllt an.
Denkbar ist außerdem auch eine Tötung, die weniger der Mehrung als vielmehr der Erhaltung des Vermögens dient. Das ist etwa der Fall, wenn der Täter einen Gläubiger (z. B. eines Unterhaltsanspruchs) tötet, um sich seiner Inanspruchnahme zu entziehen. Rechtsprechung und überwiegende Lehre, die „Habenwollen“ und „Behaltenwollen“ als Vermögensinteressen gleichstellen, gehen auch hier von Habgiermorden aus. Vor allem Vertreter der Gefährlichkeitskonzeption lehnen die Anwendung des Mordparagrafen auf diese Fälle zumindest dann ab, wenn das konkrete Geltendmachen eines entsprechenden Anspruchs als einmalige Konfliktsituation anzusehen ist. Vereinzelt werden solche „defensiven“ Taten überhaupt nicht als habgierig eingestuft.
Schließlich kann der Täter einen Vermögensgegenstand begehren, der ihm tatsächlich zusteht. Das ist vor allem dann der Fall, wenn er gegen ein zahlungsunwilliges Opfer einen fälligen Leistungsanspruch hat. Da sich das Interesse des Täters in diesen Fällen auf die Herstellung eines rechtskonformen Zustandes der Güterordnung richtet, wird von Vertretern der Verwerflichkeitskonzeption dessen Verwerflichkeit verneint und daher kein Habgiermord angenommen. Dafür wird insbesondere angeführt, dass das Strafrecht die Gewaltanwendung zur Durchsetzung berechtigter Ansprüche generell milder bewerte. Dies gilt jedoch nicht für diejenige Ansicht, die die Verwerflichkeit auf ein Zweck-Mittel-Missverhältnis stützt. Denn gerade bei berechtigten Ansprüchen kann der Täter auf staatliche Hilfen zurückgreifen, um seinen Anspruch zu realisieren. Insofern erscheint das Missverhältnis gerade in diesen Fällen besonders krass. Vertreter der Gefährlichkeitskonzeption stufen die Frage der Rechtmäßigkeit eines Anspruchs als für die Sozialgefährlichkeit des Täterhandelns unbeachtlich ein.

##### Sonstige niedrige Beweggründe
Nach ständiger Rechtsprechung handelt es sich dabei um ein Tatmotiv, „das nach allgemeiner sittlicher Wertung auf tiefster Stufe steht, durch hemmungslose, triebhafte Eigensucht bestimmt und deshalb besonders verwerflich, ja verächtlich ist.“ Nach vorherrschender Auffassung soll es durch eine Gesamtbewertung der Tat und des Täters festgestellt werden. Regelmäßig werden Ausländer- und Rassenhass sowie Hass allgemein als Beispiele solcher besonders niedrigen Beweggründe genannt. Weitere typische Beispiele, die in jedem Fall aber eine Gesamtwertung des Einzelfalls erfordern, sind reaktive Motive wie Wut, Neid, Rache oder Eifersucht. Auch Ehrenmorde werden hier eingeordnet. Ihnen stehen Fälle gegenüber, in welchen der Täter die Tötung berechnend zur Erreichung seiner Ziele einsetzt, etwa um eine neue Ehe eingehen zu können oder um die Identität seines Opfers anzunehmen.
Welche Fallkonstellationen weiter unter die sonstigen niedrigen Beweggründe zu subsumieren sind, ist deren unbestimmter Definition entsprechend sehr umstritten. Vor allem die Rechtsprechung rechnet regelmäßig auch die Verhinderung einer Festnahme oder die Flucht aus einem Gefängnis zu den niederen Tatmotiven. Umstritten ist die Frage, ob politische Motive einer Tötung als niedere Beweggründe einzuordnen sind.

#### Fallgruppe 2 – Verwerfliche Begehungsweise

##### Heimtücke
Das Verständnis des Mordmerkmals der Heimtücke hängt in zentraler Weise davon ab, ob der Strafgrund des Mordes in der besonderen Verwerflichkeit des Täterhandelns oder der besonderen Gefährlichkeit für das Opfer gesehen wird. Dementsprechend lassen sich zwei Grundverständnisse dieses Mordmerkmals unterscheiden, deren Grenzen vor allem in der Rechtsanwendung häufig jedoch ineinander verschwimmen:
Von der Rechtsprechung wird die Heimtücke als Ausnutzung der Arg- und Wehrlosigkeit des Opfers zu dessen Tötung definiert.
Als arglos in diesem Sinne gilt, wer in der Tatsituation keinen Angriff auf Leib oder Leben erwartet. Im Detail sind hier jedoch zwei Fragen ausgesprochen umstritten. Einerseits wird diskutiert, ob Arglosigkeit ein tatsächliches Sicherheitsgefühl voraussetzt oder ob vielmehr ein fehlendes Gefahrbewusstsein bereits genügt. Andererseits ist umstritten, ob Arglosigkeit zumindest die Fähigkeit zu einem tatsächlichen Sicherheitsgefühl voraussetzt. Während erstere Frage weitgehend verneint wird, fallen die Ansichten zur zweiten Frage differenziert aus. Dem Erfordernis einer restriktiven Anwendung entsprechend wird Heimtücke nur darin erkannt, dass der Täter sich eine konkrete Situation zunutze macht, die zur Arglosigkeit des Opfers führt. Dementsprechend wird Kleinkindern, Bewusstlosen und Schwerstkranken die Fähigkeit zur Arglosigkeit im Sinne des Mordparagrafen nahezu einhellig abgesprochen, da sie aufgrund ihres Zustandes ständig arglos sind. Stattdessen sei in diesen Fällen darauf abzustellen, ob ein schutzbereiter Dritter (z. B. die Eltern) existierte und arglos war. Im Falle Bewusstloser und Schlafender wird zum Teil jedoch danach differenziert, ob das Opfer sich in der Erwartung, dass ihm nichts geschehe, niedergelegt hat.
Die Arglosigkeit muss in der Tatsituation zur Wehrlosigkeit des Opfers geführt haben. Das Opfer muss in seiner Abwehrbereitschaft also erheblich eingeschränkt worden sein. Schließlich muss der Täter ebendiese Situation für seine Tötungshandlung bewusst ausgenutzt haben. Vor allem seitens der herrschenden Lehre wurde vorgeschlagen, an dieses Ausnutzungsbewusstsein erhöhte Anforderungen zu stellen. Demnach erfordere ein Heimtückemord ein besonders hinterhältiges und verschlagenes Vorgehen. In der Rechtspraxis fand dies bisher wenig Beachtung.
Dem wird seitens Vertretern der Verwerflichkeitskonzeption die Definition der Heimtücke als besonders verwerflicher Vertrauensbruch entgegengesetzt oder bisweilen auch beide Ansätze miteinander kombiniert. Entscheidend sei demnach, dass der Täter gerade ein besonderes Vertrauen des Opfers zur Tötung ausnutzt. Da diese Definition insbesondere die Tötung eines sogenannten Haustyrannen zwingend als Mord einstuft, konnte sie sich kaum durchsetzen.

##### Grausamkeit
Das Mordmerkmal der Grausamkeit kennzeichnet eine Tötungshandlung, bei der dem Opfer besondere Schmerzen oder Qualen bereitet werden. Um das Unrecht der Tötung als solcher zu erhöhen, müssen die zugefügten Qualen über das dafür nötige Maß hinausgehen. Das ist etwa der Fall, wenn der Täter das Sterben des Opfers gezielt verlangsamt (z. B. Tötung durch Flüssigkeits-/Nahrungsentzug) oder die Leiden intensiviert (z. B. Kreuzigung des Opfers, Folter). Die Rechtsprechung fordert darüber hinaus eine gefühllose, unbarmherzige Gesinnung des Täters. Dagegen wird seitens der Gefährlichkeitskonzeption betont, dass bereits die gesteigerte Leidenszufügung als solche sozialgefährlich sei und das erhöhte Strafmaß rechtfertige. Vertreter dieser Position halten die zusätzliche Gesinnungsanforderung daher für überflüssig.

##### Gemeingefährliche Mittel
Als Mord gilt auch die Tötung unter Einsatz eines gemeingefährlichen Mittels. Dieses ist dadurch gekennzeichnet, dass es in der konkreten Tatsituation eine Mehrzahl von Menschen an Leib und Leben gefährden kann, weil der Täter die von ihm ausgehende Gefahr nicht beherrschen kann. Typische Fälle hierfür sind die Zündung einer Bombe an einem belebten Ort, Steinwürfe von einer Autobahnbrücke oder Brandstiftung in einem von mehreren Personen bewohnten Haus. Art und Intensität der hervorzurufenden Gefahr ist umstritten. Insoweit hat sich auch noch keine einheitliche Richtung in der Rechtsprechung herausgebildet.

#### Fallgruppe 3 – Deliktische Zielsetzung

##### Ermöglichungsabsicht
Die Ermöglichungsabsicht ist ein unumstrittenes Mordmerkmal. Ihre Legitimität wird sowohl von der Verwerflichkeits-, als auch von der Gefährlichkeitskonzeption darauf gestützt, dass der Täter ein Menschenleben vernichtet, um weiteres Unrecht zu begehen. Erforderlich ist insoweit, dass es dem Täter bei der Tötung darum geht, die Verwirklichung einer anderen Straftat zu fördern. Da es sich um ein subjektives Tatbestandsmerkmal handelt, ist hierbei jedoch nur die Vorstellung des Täters maßgeblich. Tötet er einen Menschen, um eine Tat, die er irrig für strafbar hält, zu ermöglichen, handelt es sich um einen Mord (vgl. umgekehrter Tatbestandsirrtum). Im Gegensatz dazu handelt es sich dann um keinen Mord, wenn der Täter einen Menschen wegen einer geplanten Tat tötet, die er für nicht strafbar hält, obwohl sie tatsächlich strafbar ist (vgl. Tatbestandsirrtum).

##### Verdeckungsabsicht
Zur Verwirklichung dieses Mordmerkmals muss der Täter gezielt die Aufdeckung seiner Tat oder seine Identifizierung verhindern wollen. Wie bei der Ermöglichungsabsicht ist hierfür allein die Sichtweise des Täters maßgeblich. Ausgesprochen umstritten ist jedoch, ob ein Mord wegen Verdeckungsabsicht durch Unterlassen begangen werden kann, wenn der Täter keine Hilfe herbeiholt, um nicht von Dritten als Täter erkannt zu werden und so den Tod seines Opfers verursacht. Während der Bundesgerichtshof früher betonte, dass das Nichtaufdecken einer Tat kein Verdecken sei, hat er diese Rechtsprechung zwischenzeitlich aufgegeben.
Unklar ist weiterhin, ob der Täter gerade seine strafrechtliche Verfolgung verhindern wollen muss. Die Rechtsprechung verneint diese Frage und sieht einen Mord in Verdeckungsabsicht etwa auch dann als gegeben an, wenn der Täter durch die Tötung etwa Racheakte des Opfers verhindern will. Dem wird vor allem seitens der Literatur entgegen gehalten, dass diese Ansicht das Mordmerkmal ausufere und unbestimmt sei.

## Versuch, Vollendung und Beendigung
Da Mord mit seiner Strafandrohung gemäß § 22 StGB ein Verbrechen darstellt, ist auch sein Versuch strafbar. Insoweit kommen zwei Möglichkeiten in Betracht:
1. Die Tat kann insgesamt fehlgehen, sodass das Opfer überlebt oder aus einem völlig anderen Grund stirbt. Für einen Mordversuch ist erforderlich, dass der Täter mindestens Tatentschluss bezüglich des Todes eines Menschen hat, zur Tötung dieses Menschen ansetzt und dabei ein Mordmerkmal verwirklicht.
2. Die Tat kann objektiv als Totschlag einzustufen sein, während der Täter selbst irrig davon ausgeht, ein Mordmerkmal zu verwirklichen.

Grundsätzlich wird auch ein Mordversuch mit lebenslanger Freiheitsstrafe bestraft und unterliegt derselben Verjährungsregel. Das Gericht kann die Strafe jedoch gemäß § 23 Absatz 2 StGB mildern. In diesem Fall beträgt die Strafe nach § 49 Absatz 1 Nummer 1 StGB 3 bis 15 Jahre.

## Prozessuales und Strafzumessung

### Lebenslange Haftstrafe
Sobald der Täter den Tatbestand des Mordes verwirklicht hat, knüpft das Gesetz daran eine Reihe von Rechtsfolgen. Diese beschränken sich jedoch nicht allein auf die Strafandrohung, sondern erstrecken sich insbesondere auch in den prozessualen Bereich hinein:
Das Gesetz ordnet für Mord ausdrücklich und zwingend die lebenslange Freiheitsstrafe an. Im Hinblick auf eine spätere Strafaussetzung zur Bewährung muss das Gericht deshalb gem. § 57a Absatz 1 Satz 1 Nummer 2 StGB bereits im Urteil feststellen, ob den Täter eine besondere Schwere der Schuld trifft. Abweichungen sind nach dem Gesetz nur möglich, wenn andere Gesetze der lebenslangen Freiheitsstrafe entgegenstehen. Dies ist namentlich im Jugendstrafrecht § 18 des Jugendgerichtsgesetzes (JGG), wonach eine Jugendstrafe eine Höchstdauer von 10 Jahren hat. Strafmildernd wirkt sich daneben eine verminderte Schuldfähigkeit nach § 21 StGB aus. Ein weiterer wichtiger Strafmilderungsgrund besteht in der Kronzeugenregelung des § 46b StGB.
Da die absolute Strafandrohung des § 211 StGB mit dem Grundgesetz kollidieren kann, wird entsprechend der Rechtsfolgenlösung, die Strafe gem. § 49 StGB auch dann auf 3 bis 15 Jahre herabgesetzt, wenn sie gänzlich unangemessen erscheint. In der Praxis wird hiervon jedoch nur selten und meist nur bei Heimtückemorden Gebrauch gemacht.

#### Gerichtszuständigkeit
Für die Aburteilung eines Mordes ist gem. § 74 Absatz 2 Nummer 4 in Verbindung mit § 74e Nummer 1 des Gerichtsverfassungsgesetzes (GVG) das Schwurgericht zuständig. Während es sich hierbei bis 1924 noch um ein echtes Geschworenengericht handelte, bezeichnet dieser Begriff heute nur noch eine Große Strafkammer des Landgerichtes, die mit drei Berufsrichtern und zwei Schöffen besetzt ist. Gegen ihr Urteil ist keine Berufung möglich, allerdings kann Revision eingelegt werden. Über diese entscheidet gemäß § 135 GVG der örtlich zuständige Strafsenat des Bundesgerichtshofes, den fünf Bundesrichter bilden.

#### Verjährung

##### Grundsatz nach Völkerrecht und Verjährungsdebatte
Mord und Völkermord sowie (völkerrechtlich relevante) Verbrechen gegen die Menschlichkeit unterliegen weder der Verfolgungs- noch der Vollstreckungsverjährung („Mord verjährt nie“). Stirbt der Täter, werden laufende Verfahren lediglich strafrechtlich dauerhaft gehemmt, sodass gegen Dritte als Mittäter weiter ermittelt werden kann.
Bis 1969 betrug die Frist für die Verfolgungsverjährung für Mord 20 Jahre. Da die während der NS-Zeit begangenen Morde somit spätestens 1965 verjährt wären, wurde 1965 das Gesetz über die Berechnung strafrechtlicher Verjährungsfristen erlassen, dessen § 1 den Zeitraum von Kriegsende bis Ende 1949 von der Berechnung ausnahm. Nach breiter öffentlicher Diskussion beschloss die Große Koalition, die Verjährung für Völkermord abzuschaffen und für Mord auf 30 Jahre anzuheben. 1979 wurde der Bestimmung des § 78 Absatz 2 StGB, die bisher nur den Völkermord von der Verjährung ausnahm, auch der Mord hinzugefügt.
Besondere Bedeutung kommt dieser Verjährungsregelung in der Aufarbeitung des NS-Unrechts zu. Vor allem seit im Urteil gegen John Demjanjuk festgestellt wurde, dass für eine Verurteilung kein Nachweis einer unmittelbaren Beteiligung an einem Tötungsdelikt in einer Vernichtungsstätte zu erbringen ist, gewinnt die Vorschrift an Bedeutung. Auch das Verfahren gegen Oskar Gröning wurde auf sie gestützt. Da jedoch nur noch wenige Täter aus der NS-Zeit leben, wird immer wieder gefordert, die besondere Verjährungsregelung aus Gründen des Rechtsfriedens abzuschaffen.
Mit dem Gesetz zur „Herstellung materieller Gerechtigkeit“ vom 21. Dezember 2021 wurde auch die Verjährung von privatrechtlichen Schadenersatzansprüchen in Bezug auf Mord abgeschafft.

##### Verjährung in der DDR und Regelungen nach der Vereinigung
In der DDR verjährte Mord (strafbar gem. §112 StGB der DDR) nach 25 Jahren, wie dazu im §82 Abs. 1 Ziff. 5 StGB der DDR festgelegt:
…
5. wenn eine schwerere Strafe als zehn Jahre Freiheitsstrafe angedroht ist, in fünfundzwanzig Jahren.
Diese zeitlich begrenzte Verjährungsfrist bei Mord, für welchen sich die Strafe noch nach dem Recht der Deutschen Demokratischen Republik bestimmt, wurde mit Art. 315a Abs. 3 EGStGB nach der Vereinigung aufgehoben:
…
(3) Verbrechen, die den Tatbestand des Mordes (§ 211 des Strafgesetzbuches) erfüllen, für welche sich die Strafe jedoch nach dem Recht der Deutschen Demokratischen Republik bestimmt, verjähren nicht.
(4) Die Absätze 2 und 3 gelten nicht für Taten, deren Verfolgung am 30. September 1993 bereits verjährt war.
Im Abs. 4 wurde zur Wahrung des Rückwirkungsverbots (Art. 103 Abs. 2 GG und § 1 StGB) darüber hinaus geregelt: Bei betreffenden Taten, die nach DDR-Recht am 30. September 1993 als verjährt galten, für die also mit Inkrafttreten des Art. 315a nach DDR-Fristen eine Verjährung bereits eingetreten war, bleibt die Verjährung bestehen. Damit werden in Deutschland alle nicht zum o. g. Termin verjährten Morde, die nach Strafrecht der DDR zu ahnden sind, weiter zwingend verfolgt.

## Gesetzeskonkurrenzen
Verwirklicht der Täter mehrere Mordmerkmale durch dieselbe Handlung, so handelt es sich nur um verschiedene Begehungsformen desselben Delikts.
Mord und Totschlag können tateinheitlich begangen werden. So begeht der Täter einen versuchten Mord, wenn er in der irrigen Vorstellung handelt, ein Opfer heimtückisch zu töten, und verwirklicht tateinheitlich einen vollendeten Totschlag, wenn das Opfer tatsächlich stirbt. Sofern der Täter auf Verlangen tötet, geht § 216 StGB allen anderen Tötungsdelikten vor.
Besondere Probleme bereitet das Verhältnis zu Körperverletzungsdelikten. Heute gilt als allgemein anerkannt, dass die Körperverletzung notwendiges Durchgangsstadium für einen Mord ist. Deshalb wird das Unrecht der Körperverletzung vom Mordparagrafen vollständig erfasst, sodass die §§ 223 ff. StGB als subsidiäre Strafvorschriften verdrängt werden. Stirbt das Opfer nicht, ist jedoch versuchter Mord/Totschlag in Tateinheit mit einem Körperverletzungsdelikt möglich.
Beim Raubmord ist in der Regel auch der Tatbestand des Raubes mit Todesfolge gem. § 251 StGB mitverwirklicht. Insoweit handelt es sich auch hier um einen Fall der Tateinheit. Dasselbe gilt für Verstöße gegen das Waffengesetz.

## Polizeiliche Kriminalstatistik
- Diagrammdaten:
- Definition |
- Rohdaten |
- Hilfe

In der Kriminalstatistik werden seit Anfang der 1990er Jahre immer weniger Tötungsdelikte registriert. Bei Mord waren es inklusive Versuche im Jahr 1993 noch 1.299 Fälle, was 1,6 Fällen pro 100.000 Einwohner entspricht. 2008 waren es 694 Fälle (0,8). 2016 bis 2018 gab es wieder einen leichten Anstieg auf 901 Fälle (1,1), um 2024 wieder auf 730 (0,86) zu sinken. Damit fiel die Häufigkeit seit 1993 um die Hälfte. Dieser Rückgang ist somit wesentlich größer als der der Straftaten insgesamt, die im selben Zeitraum um 17 % sanken. Das Muster eines Rückgangs der Häufigkeit von Tötungsdelikten seit Anfang der 1990er Jahre findet sich in allen westlichen Ländern. Es ist Teil eines allgemeinen Kriminalitätsrückgangs.
Bei den Häufigkeitszahlen der Fälle ist allerdings zu berücksichtigen, dass Mordversuche eingeschlossen sind, welche die Mehrzahl ausmachen. Beispielsweise waren von den 643 Fällen im Jahr 2021 nur 220 vollendet, was rund 0,3 Mordfälle pro 100.000 Einwohner entspricht.
Die Opferzahl vollendeter Morde für Gesamtdeutschland ist seit 1994 verfügbar. Der Höhepunkt wurde 1996 mit 720 erreicht. Ihre Anzahl hat sich seit den 1990er Jahren mehr als halbiert. 2024 waren es 285 Opfer. Die Zahl der Anzeigen wegen Mordversuch ist jedoch gestiegen. Ein Rückgang tatsächlicher Fälle bei einer Verringerung des gesellschaftlichen Toleranzlevels für Gewalt, verbunden mit einer erhöhten Anzeigebereitschaft ist in der Kriminologie seit vielen Jahren bekannt.
Im Vergleich mit anderen Eurostat-Ländern liegt Deutschland mit jährlich weniger als einem halben Fall pro 100.000 Einwohnern deutlich unter dem Durchschnitt. Damit gehört Westeuropa zu den sichereren Regionen der Erde. Auch wenn es in anderen Teilen der Welt ebenfalls Rückgänge der Häufigkeit von Morden gibt, liegen diese dort bei teilweise deutlich höheren Werten, wie beispielsweise Nordamerika mit 5,1, Südamerika 24,2 und Mittelamerika mit 25,9 Fällen pro 100.000 Einwohner. Das Büro der Vereinten Nationen für Drogen- und Verbrechensbekämpfung veröffentlichte 2019 eine Studie, nach der Spitzenreiter die Region Ostasien mit nur 0,6 pro 100.000 ist.
Die Aufklärungsquote von Morden in Deutschland liegt bei über 90 %. Der Ausländeranteil der Tatverdächtigen lag 2021 bei 38,8 %. Wurde bis Anfang der 2000er Jahre noch in ca. 20 % der Fälle mit Schusswaffen gedroht oder geschossen, lag dieser Anteil seit einigen Jahren nur noch im einstelligen Prozentbereich.
Bei vollendetem Mord und Totschlag waren 2015 bei 68 % Verwandte oder nähere Bekannte tatverdächtig.
Werden bei einer Tat mehrere Personen getötet, wird in der Statistik trotzdem nur ein Fall gezählt.
| Jahr | Fälle insgesamt | davon Versuche | davon Versuche | Schusswaffe involviert | Schusswaffe involviert | Aufklärungs- quote | Anzahl Opfer insgesamt | Anzahl Opfer, vollendete Morde | Anteil nichtdeutscher Tatverdächtiger | Verurteilte vollendeter Mord | Verurteilte versuchter Mord |
| ---- | --------------- | -------------- | -------------- | ---------------------- | ---------------------- | ------------------ | ---------------------- | ------------------------------ | ------------------------------------- | ---------------------------- | --------------------------- |
| 1993 | 1.299           | 633            | 48,7 %         | 213                    | 16,4 %                 | 84,5 %             |                        |                                | 30,6 %                                |                              |                             |
| 1994 | 1.146           | 547            | 47,7 %         | 220                    | 19,2 %                 | 88,5 %             | 1.396                  | 662                            | 31,6 %                                |                              |                             |
| 1995 | 1.207           | 602            | 49,9 %         | 226                    | 18,7 %                 | 89,7 %             | 1.394                  | 655                            | 33,6 %                                |                              |                             |
| 1996 | 1.184           | 563            | 47,6 %         | 237                    | 20,0 %                 | 88,2 %             | 1.441                  | 720                            | 34,7 %                                |                              |                             |
| 1997 | 1.036           | 500            | 48,3 %         | 229                    | 22,1 %                 | 92,8 %             | 1.148                  | 583                            | 34,8 %                                |                              |                             |
| 1998 | 903             | 451            | 49,9 %         | 196                    | 21,7 %                 | 93,2 %             | 1.023                  | 498                            | 36,6 %                                |                              |                             |
| 1999 | 962             | 480            | 49,9 %         | 206                    | 21,4 %                 | 93,0 %             | 1.085                  | 521                            | 30,9 %                                |                              |                             |
| 2000 | 930             | 476            | 51,2 %         | 170                    | 18,3 %                 | 94,7 %             | 1.108                  | 497                            | 29,8 %                                |                              |                             |
| 2001 | 860             | 436            | 50,7 %         | 181                    | 21,1 %                 | 94,1 %             | 996                    | 464                            | 31,4 %                                |                              |                             |
| 2002 | 873             | 452            | 51,8 %         | 138                    | 15,8 %                 | 96,7 %             | 989                    | 449                            | 30,4 %                                |                              |                             |
| 2003 | 829             | 435            | 52,5 %         | 140                    | 16,9 %                 | 95,2 %             | 921                    | 422                            | 30,9 %                                |                              |                             |
| 2004 | 792             | 432            | 54,5 %         | 104                    | 13,1 %                 | 96,5 %             | 907                    | 399                            | 29,5 %                                |                              |                             |
| 2005 | 794             | 407            | 51,3 %         | 119                    | 15,0 %                 | 95,8 %             | 891                    | 413                            | 29,2 %                                |                              |                             |
| 2006 | 818             | 484            | 59,2 %         | 101                    | 12,4 %                 | 95,2 %             | 983                    | 375                            | 25,2 %                                | 116                          | 88                          |
| 2007 | 734             | 420            | 57,2 %         | 91                     | 12,4 %                 | 97,3 %             | 884                    | 339                            | 28,3 %                                | 188                          | 92                          |
| 2008 | 694             | 376            | 54,2 %         | 98                     | 14,1 %                 | 97,6 %             | 926                    | 370                            | 28,3 %                                | 165                          | 90                          |
| 2009 | 703             | 404            | 57,5 %         | 86                     | 12,2 %                 | 94,6 %             | 914                    | 365                            | 27,8 %                                | 161                          | 87                          |
| 2010 | 692             | 399            | 57,7 %         | 79                     | 11,4 %                 | 96,1 %             | 814                    | 324                            | 30,5 %                                | 190                          | 96                          |
| 2011 | 723             | 400            | 55,3 %         | 78                     | 10,8 %                 | 95,6 %             | 889                    | 357                            | 28,9 %                                | 132                          | 93                          |
| 2012 | 630             | 375            | 59,5 %         | 80                     | 12,7 %                 | 96,0 %             | 801                    | 281                            | 29,8 %                                | 142                          | 85                          |
| 2013 | 647             | 406            | 62,8 %         | 75                     | 11,6 %                 | 96,3 %             | 814                    | 282                            | 30,7 %                                | 127                          | 81                          |
| 2014 | 664             | 415            | 62,5 %         | 61                     | 9,2 %                  | 95,3 %             | 859                    | 298                            | 29,8 %                                | 142                          | 64                          |
| 2015 | 649             | 368            | 56,7 %         | 60                     | 9,2 %                  | 94,8 %             | 777                    | 296                            | 28,3 %                                | 135                          | 74                          |
| 2016 | 761             | 443            | 58,2 %         | 85                     | 11,2 %                 | 93,2 %             | 993                    | 373                            | 37,1 %                                | 136                          | 55                          |
| 2017 | 785             | 443            | 56,4 %         | 62                     | 7,9 %                  | 95,5 %             | 1.030                  | 405                            | 37,3 %                                | 123                          | 77                          |
| 2018 | 901             | 649            | 72,0 %         | 45                     | 5 %                    | 95,3 %             | 1.267                  | 386                            | 38,6 %                                | 123                          | 119                         |
| 2019 | 720             | 502            | 69,7 %         | 45                     | 6,8 %                  | 91,4 %             | 962                    | 245                            | 36,1 %                                | 173                          | 96                          |
| 2020 | 719             | 474            | 65,9 %         | 69                     | 9,6 %                  | 93,5 %             | 1.117                  | 280                            | 36,2 %                                | 150                          | 96                          |
| 2021 | 643             | 423            | 65,8 %         | 52                     | 8,4 %                  | 94,2 %             | 925                    | 257                            | 38,8 %                                | 124                          |                             |
| 2022 | 662             | 451            | 68,1 %         | 59                     | 9,4 %                  | 91,2 %             | 967                    | 264                            | 38,4 %                                |                              |                             |
| 2023 | 704             | 490            | 69,6 %         | 53                     | 7,7 %                  | 92,3 %             | 1.016                  | 299                            | 43,1 %                                |                              |                             |

In den 15 Jahren von 2006 bis 2020 wurden 2203 Personen wegen vollendetem Mord und 1293 wegen versuchten Mordes verurteilt, im gleichen Zeitraum wurden 4305 vollendete Mordfälle mit 4876 Opfern und 6558 Fälle versuchten Mordes begangen.
Auf zwei Fälle vollendeten Mordes kommt ein Verurteilter, auf fünf Fälle versuchten Mordes ein Verurteilter.
Im Tatjahr selbst verurteilt werden immer nur eine Handvoll, für eine Tat im Vorjahr werden um die 50 wegen vollendeten und 50 wegen versuchten Mordes verurteilt, alle anderen Taten werden erst im übernächsten Kalenderjahr nach der Tat verurteilt.
2019 wurden 197 Personen wegen vollendeten und 119 wegen versuchten Mordes abgeurteilt, davon 173 bzw. 96 verurteilt. Die 2019 nach allgemeinem Strafrecht ausgesprochenen 157 Verurteilungen wegen vollendeten Mordes verteilen sich auf 111 Verurteilungen zu lebenslänglich, 23 zu 10–15 Jahren, 22 zu 5–10 Jahren und 1 zu 3–5 Jahren, die 84 des versuchten Mordes auf 53 Mal 5–10 Jahre, 11 Mal 3–5 Jahre, 10 Mal 10–15 Jahre, 5 Mal lebenslang, 2 Mal 2–3 Jahre und 3 Mal zu einer Bewährungsstrafe.

### Anzahl der Verurteilten wegen Mordes und Totschlags
Die Anzahl der Verurteilten in Deutschland, wegen der Straftatbestände Mord oder Totschlag (StGB 211–213), ging einer Statistik des Statistischen Bundesamtes zufolge von 2007 bis 2013 zurück:
|                                                 | 2007 | 2008 | 2009 | 2010 | 2011 | 2012 | 2013 | 2014 | 2017 |
| ----------------------------------------------- | ---- | ---- | ---- | ---- | ---- | ---- | ---- | ---- | ---- |
| Verurteilte wegen Mordes oder Totschlags gesamt | 697  | 648  | 602  | 617  | 570  | 558  | 506  | 535  | 528  |
| Anteile nach Geschlecht:                        |      |      |      |      |      |      |      |      |      |
| Männer                                          | 617  | 572  | 540  | 566  | 507  | 508  | 466  | 489  |      |
| Frauen                                          | 80   | 76   | 62   | 51   | 63   | 50   | 40   | 46   |      |
| Anteile nach Staatsangehörigkeit:               |      |      |      |      |      |      |      |      |      |
| Deutsche                                        | 473  | 445  | 424  | 437  | 383  | 399  | 345  | 353  |      |
| Ausländer                                       | 224  | 203  | 178  | 180  | 187  | 159  | 161  | 182  |      |

### Anzahl der Opfer von Mord und Totschlag in Partnerschaften
In Deutschland listet die Kriminalstatistik für 2015 insgesamt 415 Opfer von Mord und Totschlag (versucht oder vollendet) in Partnerschaften auf. Lange gab es hierzu keine aussagekräftigen Statistiken in Deutschland. Dies wurde von Nichtregierungsorganisationen beklagt. Erst 2011 wurden in der polizeilichen Kriminalstatistik entsprechende Voraussetzungen in der Datenerhebung geschaffen.
|                                           | Insgesamt | Frauen | Männer |
| ----------------------------------------- | --------- | ------ | ------ |
| Opfer Mord und Totschlag in DE gesamt     | 2.457     | 781    | 1.676  |
| davon in Partnerschaften gesamt           | 415       | 331    | 84     |
| in %                                      | 16,9 %    | 42,4 % | 5 %    |
| nach Beziehungsstatus                     |           |        |        |
| Ehepartner                                | 210       | 170    | 40     |
| Eingetragene Lebenspartnerschaft          | 0         | 0      | 0      |
| Partner nichtehelicher Lebensgemeinschaft | 112       | 87     | 25     |
| Ehemalige Partnerschaften                 | 93        | 74     | 19     |

|                         | Opfer Mord und Totschlag in DE gesamt | davon in Partnerschaft | in %   |
| ----------------------- | ------------------------------------- | ---------------------- | ------ |
| insgesamt               | 2.457                                 | 415                    | 16,9 % |
| Deutschland             | 1.712                                 | 316                    | 18,5 % |
| Türkei                  | 135                                   | 22                     | 16,3 % |
| Polen                   | 62                                    | 12                     | 19,4 % |
| Afghanistan             | 38                                    | 7                      | 18,4 % |
| Russische Föderation    | 21                                    | 4                      | 19,0 % |
| Ukraine                 | 10                                    | 3                      | 30,0 % |
| Rumänien                | 34                                    | 2                      | 5,9 %  |
| Bulgarien               | 18                                    | 2                      | 11,1 % |
| Kosovo                  | 23                                    | 2                      | 8,7 %  |
| Syrien                  | 18                                    | 2                      | 11,1 % |
| Bosnien und Herzegowina | 10                                    | 2                      | 20 %   |
| Marokko                 | 14                                    | 2                      | 14,3 % |
| Griechenland            | 12                                    | 1                      | 8,3 %  |
| Iran                    | 11                                    | 1                      | 9,1 %  |

## Kritik
Seit geraumer Zeit ist § 211 StGB Kritik ausgesetzt. Diese ist zum Teil in der Entstehung seiner heutigen Konzeption während des Dritten Reiches begründet, hat aber auch sachliche Gründe. Zu den sachlichen Gründen gehört die ausufernde Kasuistik, die es erschwert, in Urteilen den Erfordernissen von Einzelfallgerechtigkeit und Rechtssicherheit zu entsprechen. Es wird kritisiert, dass das Gesetz selbst nicht deutlich mache, ob der Strafgrund für den Mord in der Verwerflichkeit oder in der Gefährlichkeit der Tat liegen soll. Dementsprechend fehlt insbesondere ein Leitprinzip, an dem sich seine Auslegung orientieren könne, was zu den erheblichen Abweichungen in der Dogmatik führt.

### Diskrepanz zwischen Täter- und Tatstrafrecht
Das Gesetz ist als Täterstrafrecht konzipiert, wird aber tatstrafrechtlich interpretiert. Daraus ergeben sich Ungereimtheiten.

### Verfassungsmäßigkeit
Die Strafandrohung des § 211 StGB wurde vom Bundesverfassungsgericht als verfassungskonform anerkannt. Es forderte jedoch, dass der Richter im Einzelfall zu einer dem Prinzip schuldangemessener Bestrafung entsprechenden Strafe kommen müsse. Wie dies erreicht werden soll, ließ das Gericht offen. Deshalb konnten sich in der Folge zwei Lösungsansätze zu diesem Problem entwickeln. Auf der einen Seite wurde vorgeschlagen, die Strafandrohung des § 211 StGB zu „mit bis zu lebenslanger Freiheitsstrafe“ umzuinterpretieren (sogenannte Rechtsfolgenlösung). Dem wurde auf der anderen Seite der Vorschlag einer generell zurückhaltenden Anwendung des Paragrafen entgegengesetzt, die durch ein engeres Verständnis der Mordmerkmale (sogenannte Tatbestandslösung) erreicht werden und nur noch solche Fälle erfassen soll, in welchen die lebenslange Freiheitsstrafe der Schuld angemessen erscheint.
Obgleich sich Vertreter der akademischen Rechtslehre fast einhellig für die zweite Alternative aussprechen, griff die Rechtspraxis zunächst auf die Rechtsfolgenlösung zurück und sah sich seitdem fortdauernder Kritik ausgesetzt. Inzwischen werden in der Praxis jedoch beide Ansätze miteinander kombiniert, sodass eine insgesamt restriktive Anwendung des Mordparagrafen erreicht wird. Juristische Meinungsstreitigkeiten finden daher heute vor allem im Theoretisch-Grundsätzlichen und in Randbereichen statt.
Obwohl die Strafandrohung des § 211 StGB vom Bundesverfassungsgericht als verfassungskonform anerkannt wurde, wird die absolute Strafandrohung des Mordparagrafen in verfassungsrechtlicher Hinsicht kritisiert. Sie stehe in Konflikt zum in § 49 StGB ausdrücklich geregelten Prinzip der schuldangemessenen Bestrafung, das vom Bundesverfassungsgericht aus dem Rechtsstaatsprinzip abgeleitet wird, das seinerseits in Art. 20 des Grundgesetzes (GG) niedergelegt ist. Nach diesem Prinzip darf eine Strafe nur in dem Umfang auferlegt werden, wie dem Betroffenen seine Tat individuell vorzuwerfen ist. Auf diese Weise soll gewährleistet werden, dass das Strafrecht nicht der Vergeltung für Ereignisse dient, für die der Bestrafte keine Verantwortung trägt. Nötig ist daher grundsätzlich ein Spielraum des Richters bei der Strafzumessung, um die Umstände eines Einzelfalls würdigen zu können, was die eindeutige und absolute Strafandrohung des § 211 StGB jedoch verhindern würde.

### Strafgrund
In der Rechtswissenschaft ist umstritten, wieso das Gesetz zwischen Mord und Totschlag differenziert. Ein einheitliches Konzept zur Erklärung dieser Unterscheidung existiert daher bis heute nicht. Die verschiedenen Erklärungsansätze bilden vielmehr die Grundlage unterschiedlicher Ergebnisse der Gesetzesinterpretation. Das somit uneinheitliche Verständnis des Mordparagrafen ist wiederum Anlass für erhebliche Streitigkeiten um dogmatische Einzelfragen. Insoweit haben sich vor allem zwei Lager ausgebildet, die die Unterscheidung entweder auf eine besondere sozialethische Verwerflichkeit oder aber auf eine besondere Gefährlichkeit des Mordes stützen wollen.

#### Besondere Verwerflichkeit
Es gibt Juristen, die auf ein den Mord kennzeichnendes extremes Zweck-Mittel-Missverhältnis verweisen. Dieses offenbare sich darin, dass der Täter in besonders egoistischer Weise „über Leichen gehe“, um sein vergleichsweise nichtiges Ziel zu erreichen. Bei einer Tötung aus Habgier (§ 211 Absatz 2 Fallgruppe 1 Variante 1 StGB) gründe sich der Mordvorwurf daher beispielsweise nicht auf das Gewinnstreben des Täters, sondern darauf, dass er dieses auf Kosten eines Menschenlebens verfolgt. Die Mordmerkmale der niederen (Fallgruppe 1) und deliktischen (Fallgruppe 3) Beweggründe lassen sich so erklären. Diesem Ansatz wird entgegengehalten, dass ein Totschlag im Umkehrschluss nur in der Tötung eines Menschen bestehen könnte, für die ein anerkannter verständlicher Grund existiert. Da aber kaum ein Grund für die Tötung anderer Menschen anerkannt ist, würde damit kaum noch Raum für die Anwendung des Totschlagsparagrafen (§ 212 StGB) verbleiben.
Andere Juristen verweisen demgegenüber auf eine den Mord kennzeichnende besonders verwerfliche Gesinnung des Täters. Entscheidend sei, dass der Täter mit seiner Tat selbst gegen ein Minimum sittlicher Anforderungen verstoße. Dies solle durch eine Gesamtbetrachtung der Persönlichkeit des Täters sowie der Umstände jeder einzelnen Tat festgestellt werden. In der Rechtsanwendung führt dies zu einer Erweiterung der auf die Tat bezogenen Mordmerkmale um ein subjektives Element. Das Mordmerkmal der Grausamkeit (§ 211 Absatz 2 Fallgruppe 2 Variante 2 StGB) soll etwa nicht schon bei der Zufügung besonderer Schmerzen erfüllt sein, sondern erst, wenn dies aus einer gefühllosen Gesinnung geschieht. Dem wird entgegen gehalten, dass die tatbezogenen Mordmerkmale auch auf diese Weise nicht erklärt werden. Vielmehr würden sie schlicht um subjektive Elemente erweitert, die in der Rechtspraxis vor allem zu Beweisschwierigkeiten führten.

#### Besondere Gefährlichkeit
Die sogenannte Gefährlichkeitskonzeption, auf die auch das Bundesverfassungsgericht zurückgreift, gewinnt in der Fachliteratur an Bedeutung. Sie beruht auf der Annahme, dass die Mordmerkmale jeweils Indikatoren für eine besondere kriminelle Energie des Täters seien und daher auf seine besondere Gefährlichkeit schließen lassen. Zur näheren Begründung der Mordmerkmale werden von Vertretern dieser Position die Straftheorien herangezogen.
Die Mordmerkmale der Fallgruppen 1 und 3 wurden von Gunther Arzt etwa mit dem Gedanken der Spezialprävention verbunden. Er nahm an, dass sie durch eine besondere Wiederholungsgefahr gekennzeichnet seien, was insbesondere die lebenslange Freiheitsstrafe als eine Art von Sicherungsmaßregel legitimiere. Allerdings wird ihm entgegen gehalten, dass er so die Grenze zwischen Freiheitsstrafe und Sicherungsverwahrung verwische.
Die meisten Vertreter der Gefährlichkeitskonzeption greifen zur Legitimation des Mordparagrafen hingegen auf den Gedanken der Generalprävention zurück. Demnach soll die absolute Strafandrohung des § 211 StGB vor allem potenzielle Täter abschrecken und so das Sicherheitsgefühl der Allgemeinheit stärken. Daher sollen einen Mord gerade solche Tatmodalitäten kennzeichnen, die das Sicherheitsgefühl der Allgemeinheit erschüttern und dadurch desintegrativ wirken können. Der besondere Strafrahmen sei insofern in der besonderen Sozialgefährlichkeit des Mordes begründet. Hiergegen wird jedoch eingewandt, dass auch diese Position den Mordparagrafen nicht vollends zu erklären vermag. Insbesondere das Mordmerkmal der besonders niedrigen Beweggründe (§ 211 Absatz 1 Fallgruppe 1 Variante 4 StGB) lasse sich nicht ohne weiteres mit einer besonderen Gefahr für das Sicherheitsempfinden der Allgemeinheit in Verbindung bringen.

#### Verhältnis zum Totschlag
Im Rahmen seiner Tätertypenlehre ging Roland Freisler davon aus, dass der Mörder von gänzlich anderer Natur sei als ein Totschläger. Dementsprechend konzipierte er Mord und Totschlag als je eigenständige Delikte. Es sollte sich um zwei eigenständige Tatbestände handeln, die nebeneinander stehen und je eine Strafe begründen. Dies wird von der Rechtsprechung auch nach der tatstrafrechtlichen Uminterpretation von § 211 StGB so anerkannt. Hiergegen regt sich seitens der Lehre jedoch Kritik. Da der Tatbestand des Totschlags sich mit Tatobjekt und Tathandlung des Mordes deckt, sind sämtliche Unrechtsmerkmale des Totschlags im Mord enthalten. Ebendies kennzeichnet typischerweise die Qualifikation, weshalb der Mord im überwiegenden Schrifttum nicht als eigenständiges Delikt, sondern als Qualifikation des Totschlags angesehen wird.
Dies hat vor allem zwei Konsequenzen:
1. Im Rahmen von Anstiftung und Beihilfe sind die Mordmerkmale nicht als strafbegründende Merkmale im Sinne des § 28 Absatz 1, sondern als strafschärfende Merkmale im Sinne des § 28 Absatz 2 StGB anzusehen.
2. Der Mord stellt einen Sonderfall des Totschlags dar, sodass in einem minder schweren Fall auch die Strafminderung nach § 213 StGB in Betracht kommt.

#### Gerechtigkeitsproblem
Die Uminterpretation des § 211 StGB hat weiter zur Folge, dass die Verwirklichung der Mordmerkmale in Absatz 2 unmittelbar zur Höchststrafe führen. Eine Gesamtwertung der Tat sei damit nicht mehr möglich. Dies kollidiert mit dem verfassungsrechtlichen Grundsatz schuldangemessener Bestrafung. § 213 StGB wird seitens der Rechtsprechung nicht für auf Mord anwendbar gehalten, daraus ergibt sich eine erhebliche Kluft zwischen den möglichen Sanktionen bei Mord und bei Totschlag.

#### Rechtsdogmatische Lösungsansätze
Zur Lösung dieser Problematik haben sich verschiedene Lösungsansätze entwickelt:

##### Systemimmanente Lösungen
Hierzu gehört die allgemein anerkannte restriktive Anwendung des Mordparagrafen. In der Rechtspraxis finden sich auch andere Lösungswege. Insbesondere wird häufig § 21 StGB angewandt und die Strafe wegen verminderter Schuldfähigkeit abgemildert. Zum Teil wird auch der Vorsatz hinsichtlich des Mordmerkmals verneint, wie etwa im prominenten Fall der Marianne Bachmeier.

##### Rechtsfolgenlösung
Die vor allem vom Bundesgerichtshof entwickelte Rechtsfolgenlösung stellt eine richterliche Rechtsfortbildung dar. Nach ihr soll eine Strafminderung gem. § 49 Absatz 1 Nummer 1 StGB immer dann möglich sein, wenn die lebenslange Freiheitsstrafe als unverhältnismäßig streng erscheint. Obgleich vom Bundesverfassungsgericht akzeptiert, sieht sich diese Lösung heftigster Kritik ausgesetzt. Diesbezüglich wird insbesondere darauf verwiesen, dass die Heranziehung von § 49 StGB in methodischer Hinsicht nicht haltbar sei. Vielmehr handele es sich um eine dem ausdrücklichen Gesetzeswortlaut widersprechende Auslegung, mit der sich das Gericht an die Stelle des Gesetzgebers stelle und daher gegen das Gewaltenteilungsprinzip verstoße. Als problematisch wird weiterhin empfunden, dass eine Verurteilung des Täters im Rahmen der Rechtsfolgenlösung dennoch wegen Mordes erfolge und insofern eine stigmatisierende Wirkung habe. Außerdem sei unklar, wann eine Strafminderung vorzunehmen sei, was zu Rechtsunsicherheit führe.

##### Typenkorrektur
Als alternative Rechtsfortbildung wurde die Lehre von der Typenkorrektur entwickelt, die sich jedoch nicht durchsetzen konnte. Nach ihr sollen die Folgen der Tätertypenlehre korrigiert werden, indem trotz Verwirklichung eines Mordmerkmals eine Gesamtwertung der Tat erfolgt. Hinsichtlich der Einzelheiten haben sich zwei Lager ausgebildet. Vertreter der positiven Typenkorrektur fordern, dass neben die Verwirklichung eines Mordmerkmals Umstände treten sollen, die die Tötung als besonders verwerflich erscheinen lassen. Demgegenüber fordern Vertreter der negativen Typenkorrektur, dass keine Umstände neben die Verwirklichung eines Mordmerkmals treten dürfen, die die Tötung als weniger verwerflich darstellen. Die positive Typenkorrektur definiert die Verwerflichkeit damit zum Tatbestandsmerkmal, das dem Täter für eine Verurteilung nachzuweisen ist. Dagegen versteht die negative Typenkorrektur die Mordmerkmale in Absatz 2 als Regelbeispiele, die hinsichtlich der Verwerflichkeit der Tat eine Indizwirkung haben. In der Praxis konnten sich beide Ansätze jedoch nicht durchsetzen. In drei Grundsatzentscheidungen wies der Bundesgerichtshof sie zurück, weil sie keinerlei Maßstäbe für die Beurteilung der Verwerflichkeit einer Tat aufstellten und damit mit dem Erfordernis der Rechtssicherheit unvereinbar seien. Diese Auffassung teilt heute auch ein erheblicher Teil der Rechtswissenschaft.

### Kritik an einzelnen Mordmerkmalen
Konkrete Formen nimmt das Gerechtigkeitsproblem vor allem hinsichtlich einzelner Mordmerkmale an:
Dies gilt in besonderem Maße für das Merkmal der Heimtücke. Es war ursprünglich vom Gedanken getragen, dass ein aufrechter Germane seinem Gegner im offenen und ehrlichen Zweikampf gegenübertritt. Deshalb sollte es ein verschlagenes, hinterlistiges Vorgehen, das man vor allem Juden zusprach, besonders hart bestrafen. Heute führt es vor allem bei Haustyrannenmorden zu wenig schlüssigen Ergebnissen. Ein körperlich überlegener Ehepartner könnte so den anderen Partner zu Tode prügeln und wäre dennoch nur wegen Totschlags strafbar. Wenn der unterlegene Partner sich jedoch nicht anders zu helfen weiß, als den überlegenen Partner im Schlaf zu töten, verwirklicht er das größere Unrecht des Mordes.
Die opferorientierte Definition der Heimtücke führt dazu, dass die Motivation des Täters sowie das Maß seiner Schuld für die Frage einer Bestrafung nach § 211 StGB unerheblich bleiben. Da gerade dies in Anbetracht des Prinzips schuldangemessener Bestrafung als problematisch erscheint, ist das Mordmerkmal der Heimtücke beachtlicher Kritik ausgesetzt. Die Rechtsprechung greift hier über die Rechtsfolgenlösung hinaus auch auf die Idee der Tatbestandslösung zurück und bestimmt zusätzliche Tatbestandsmerkmale. Zu ihnen gehören eine „feindliche Willensrichtung“ des Täters sowie die Überschreitung einer besonderen „Hemmschwelle“. Diese Rechtsprechung wurde vom Bundesverfassungsgericht 2001 ausdrücklich als verfassungskonform bestätigt.
Das Mordmerkmal der sonstigen niedrigen Beweggründe ist eine Generalklausel und als solche besonderer Kritik ausgesetzt. Kritisiert wird auch das Merkmal der niederen Beweggründe, das eine abstrakte Generalklausel darstellt. Es eröffnet einen weitgehenden Beurteilungsspielraum des Richters, der schwer mit den Erfordernissen der Rechtssicherheit in Einklang zu bringen ist. Dies gilt zumal, da der Bundesgerichtshof das Eingreifen dieses Mordmerkmals für in der Revision nur eingeschränkt überprüfbar hält.
Auch hinsichtlich des gemeingefährlichen Tatmittels fordern Vertreter der Verwerflichkeitskonzeption, wie die Rechtsprechung eine zusätzliche subjektive Anforderung. Sie sehen die Strafschärfung dann in einer besonderen Rücksichtslosigkeit des Täters begründet. Dies wird vonseiten der Gefährlichkeitskonzeption wiederum für entbehrlich gehalten, da bereits die Art und Weise der Tatausführung die besondere Gefährlichkeit und damit die erhöhte Strafe begründe.
Das Mordmerkmal der Verdeckungsabsicht sieht der Bundesgerichtshof darin begründet, dass es sich um einen Sonderfall der niedrigen Beweggründe handelt. Konkret instrumentalisiere der Täter auch hier das Leben von Menschen für egoistische Ziele. Dem wird jedoch entgegen gehalten, dass die Selbstbegünstigungstendenz im Übrigen als mildernder Umstand gilt (etwa in § 157 oder § 258 Absatz 5 StGB). Stattdessen sehen Vertreter der Gefährlichkeitskonzeption das Mordmerkmal dadurch gerechtfertigt, dass dem Täter die Vernichtung eines Menschenlebens als probates Mittel erscheint, sich seiner strafrechtlichen Verantwortlichkeit zu entziehen.

### Reformbestrebungen
Aufgrund dieser Probleme wurde immer wieder eine Reform des Mordparagrafen angeregt. Schon beim Deutschen Juristentag 1980 legte Albin Eser einen umfangreichen Reformentwurf vor. Diesem zufolge wäre der Mord klar als Grundtatbestand mit einem breiten Spielraum für das Strafmaß definiert worden, demgegenüber der Totschlag eine Privilegierung dargestellt hätte. Mit dem 6. Strafrechtsänderungsgesetz wurden 1998 einzelne Tötungsdelikte neu gefasst. Eine grundlegende Reform, die zunächst von der Bundesregierung geplant war, wurde jedoch nicht verwirklicht.
2008 veröffentlichte ein Arbeitskreis deutscher, österreichischer und schweizerischer Strafrechtslehrer einen weiteren Entwurf mit einem einheitlichen Tötungstatbestand. Ausgehend davon wurde auf Initiative von Heiko Maas (Justizminister im Kabinett Merkel III) ab Anfang 2014 eine Reform der bis dato geltenden Tötungsdelikte angestrebt. Die beabsichtigten Änderungen sollten vor allem systematische Unstimmigkeiten korrigieren. Eine zur Vorbereitung der Novelle eingesetzte Expertengruppe arbeitete von Mai 2014 bis Juni 2015 eine Stellungnahme aus. Daraufhin präsentierte das von Maas geführte Justizministerium Anfang 2016 einen Entwurf zur Gesetzesänderung, der unter anderem einen Katalog von Privilegierungstatbeständen vorsieht, die eine Absenkung der Freiheitsstrafe auf bis zu 5 Jahre gestatten. Im weiteren Verlauf der Legislaturperiode wurde jedoch kein Beschluss über den Entwurf gefasst, weil die Regierungsfraktion der CDU/CSU die Anpassung des Strafmaßes ablehnte.

## Verwandte Tatbestände
Abgesehen vom Verhältnis zum Totschlag, ist der Mord von mehreren anderen Delikten abzugrenzen und kann mit ihnen gleichzeitig verwirklicht sein:
Da ein Mord nur an einem bereits geborenen Menschen begangen werden kann, ist ein Schwangerschaftsabbruch, der von §§ 218 ff. StGB erfasst wird, kein Mord im juristischen Sinne. Dies macht es erforderlich, eine klare Grenze zwischen beiden Delikten zu ziehen, als welche sich das Einsetzen der Eröffnungswehen etabliert hat. Im Fall eines Kaiserschnitts gilt die Öffnung der Gebärmutter als relevanter Zeitpunkt. Der strafrechtliche Schutz setzt damit etwas früher als die zivilrechtliche Rechtsfähigkeit ein, die gemäß § 1 des Bürgerlichen Gesetzbuches (BGB) mit Vollendung der Geburt beginnt.
Die Anwendbarkeit des Mordes endet mit Eintritt des Hirntodes. Ab diesem Zeitpunkt kann unter anderem eine Verletzungshandlung am Leichnam wegen Störung der Totenruhe gem. § 168 StGB bestraft werden.
Ferner erfordert der Mord mindestens Eventualvorsatz hinsichtlich der Tötung eines Menschen und der Verwirklichung der Mordmerkmale. Handelt der Täter zwar mit Tötungsvorsatz, ohne sich jedoch der Verwirklichung eines Mordmerkmals bewusst zu sein und ohne dies zu wollen, macht er sich nur wegen Totschlags strafbar. Verursacht ein Täter ohne jeglichen Schädigungsvorsatz den Tod eines Menschen, so kann er nur wegen Fahrlässiger Tötung gem. § 222 belangt werden. Eine Reihe von so genannten erfolgsqualifizierten Delikten erfasst schließlich den Fall, dass der Täter ein anderes Delikt vorsätzlich begeht und dabei fahrlässig den Tod eines Menschen verursacht.
Kein Mord liegt vor in der Tötung auf Verlangen, die von § 216 StGB erfasst wird.
Kein Mord liegt außerdem vor in der rechtmäßigen Dienstausübung, die als Rechtfertigungsgrund eingreift und eine so vorgenommene Tötung bereits nicht als Unrecht erscheinen lässt. Dementsprechend wird insbesondere auch die Tötung gegnerischer Soldaten im Rahmen militärischer Auseinandersetzungen – auch vom Kriegsvölkerrecht – nicht als Mord angesehen. Der plakative Ausspruch „Soldaten sind Mörder“ ist aus juristischer Betrachtungsweise daher sachlich falsch, allerdings hielt das Bundesverfassungsgericht fest, dass es neben der juristischen Definition von „Mord“ auch eine umgangssprachliche gebe, sodass die Aussage ggf. als Werturteil vom Grundrecht auf Meinungsfreiheit gedeckt ist.